# António José Severim de Noronha

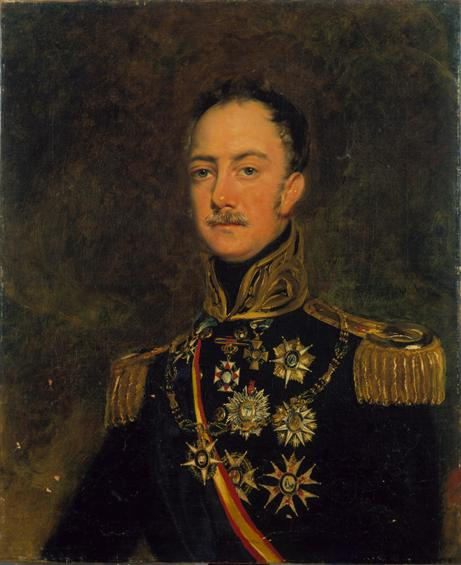
António José Severim de Noronha.

António José de Sousa Manoel de Menezes Severim de Noronha, 6e graaf en 1ste markies van Vila Flor en 1ste hertog van Terceira (Lissabon, 18 maart 1792 – 26 april 1860) was een liberaal Portugees staatsman, generaal, held in de Miguelistenoorlog, cartistisch (conservatief-liberaal) politicus en tussen 1836 en 1860 viermaal premier van Portugal.

## Levensloop
In 1826 betrad Peter IV, die als sinds 1822 onder de naam Peter I als keizer Brazilië regeerde, na de dood van zijn vader Johan VI ook de Portugese troon. Hij gaf Portugal een liberale grondwet (de Charta), waarna hij de Portugese troon doorgaf aan zijn toen nog minderjarige dochter Maria II omdat het voor hem onmogelijk was om zowel Portugal als Brazilië te regeren. Zijn broer Michaël, die sinds 1824 in ballingschap leefde in Wenen (hij had tegen zijn vader Johan VI een mislukte opstand geleid om het Portugese absolutisme te herstellen), zou dan als regent regeren in de naam van zijn nicht. Later zouden Maria en Michaël trouwen en vervolgens samen Portugal regeren. Michaël had echter andere plannen, riep een traditionele standenverzameling (Cortes) samen en liet hem op 25 juni 1828 uitroepen tot koning van Portugal, waarmee hij zijn nicht Maria II en zijn toekomstige bruid afzette. Vervolgens regeerde Michaël I als laatste koning in de Portugese geschiedenis op absolutistische wijze.
Terceira, als liberaal een tegenstander van het absolutisme, bevond zich op dat moment in de Azoren. Hij organiseerde het verzet tegen de absolutistische regering op het Portugese vasteland. Op 11 augustus 1829 slaagde hij erin om nabij het eiland Terceira om een absolutistische vloot te verslaan. Dit eiland zou het enige deel van Portugal zijn dat niet door Michaël geregeerd werd. Later kon hij ook andere Azoreneilanden veroveren, zodat de Azoren niet meer tot het regeringsgebied van Michaël behoorden.
Peter IV was niet bereid om de vertrouwensbreuk met zijn broer zomaar te aanvaarden. In 1831 trad hij af als keizer van Brazilië, nam de titel hertog van Bragança aan en trok naar Europa om de strijd tegen zijn broer op zich te nemen. Hij startte de Miguelistenoorlog op. Vanuit Parijs begaf hij zich naar de Azoren, waar hij de hertog van Terceira ontmoette. De twee stelden een invasieleger samen en haalden João Carlos de Saldanha Oliveira e Daun uit zijn ballingschap in Londen. Vervolgens scheepte het leger naar het Portugese vasteland om op 8 juni 1832 aan te komen in de buurt van Porto. Terceira begaf zich naar Lissabon om er samen met Britse marinestrijdkrachten de stad van de miguelisten te veroveren.
Hierdoor had koning Michaël het grootste deel van zijn regeringsgebied verloren. Terceira en Saldanha wonnen in 1834  de beslissingsslag tegen Michaël bij Évoramonte. Vervolgens moest Michaël voor de rest van zijn leven in ballingschap gaan en kort nadien overleed zijn broer Peter aan tuberculose. Maria II werd weer als koningin aangesteld en door de Cortes meerderjarig verklaard, waardoor ze zelfstandig kon beginnen regeren.
De heerschappij van koningin Maria II stond vooral in het teken van de strijd tussen de cartisten en de setembristen, de twee stromingen waarin de liberalen na de overwinning in de Miguelistenoorlog uiteengevallen waren. Het grootste verschil van de twee groepen was de vraag hoe de Portugese grondwet eruit moest zien. De cartisten, conservatief-liberalen, hielden vast aan het charta van Peter IV, terwijl de setembristen, radicaal-liberalen, de grondwet van de liberale revolutie van 1821 in gebruik wilden nemen.
Terceira zelf was een aanhanger van de cartisten, net als koningin Maria II. Toen de cartisten tussen 1834 en 1836 Portugal regeerden, benoemde Maria op snel tempo cartistische regeringen, die wegens conflicten en de oppositie van de setembristen al gauw ten val kwamen. In 1836 leidde Terceira ook een cartistische regering, waarmee hij voor de eerste keer premier van Portugal was.
Hij ontbond de Cortes en liet nieuwe verkiezingen uitschrijven. Deze verkiezingen werden gewonnen door de cartisten, behalve in Porto en Viseu, waar de setembristen de verkiezingen wonnen. De verkiezingsresultaten gaven echter niet de stemming van het volk weer, omdat er maar één procent van de bevolking stemgerechtigd was. Op 9 september 1836 leidden de setembristische parlementsleden uit Porto onder leiding van Manuel da Silva Passos in Lissabon een opstand (op 11 september 1836 zou de nieuwe Cortes de eed afleggen), die door de bevolking gesteund werd. De Nationale Garde maakte daarvan gebruik om een staatsgreep te plegen tegen zijn regering, zodat de setembristen aan de macht zouden komen en proclameerde dat de grondwet van 1821 opnieuw geldig werd. Terceira stuurde troepen om de opstand te onderdrukken, maar die verbroederden met de Nationale Garde. Toen de koningin doorhad de opstand niet onderdrukt kon worden, ontsloeg ze met tegenzin Terceira als premier en moest ze aanvaarden dat Silva Passos, die ze persoonlijk onvriendelijk vond, toetrad tot de regering. Deze gebeurtenissen gingen de Portugese geschiedenis in als de septemberrevolutie en de setembristen zouden van 1836 tot 1842 Portugal regeren. Terceira maakte tijdens deze periode deel uit van de oppositie. Het kwam tot verschillende cartistische opstanden: zo vond bijvoorbeeld in juli 1837 de opstand van de maarschalken plaats, waar zowel Terceira als Saldanha deels bij betrokken waren. Deze opstand mislukte echter en Terceira moest voor korte tijd in ballingschap gaan.
In 1838 werd de nieuwe liberale grondwet vervolledigd en om dit te vieren verkondigde de regering een algemene amnestie, die ook voor Terceira gold, waarna hij naar Portugal kon terugkeren.
In 1842 werd de setembristische periode na een staatsgreep van António Bernardo da Costa Cabral beëindigd. Vervolgens werd Terceira benoemd tot premier, maar eigenlijk was de macht in handen van Costa Cabral, die als een cartistisch dictator regeerde. In 1846 werd Costa Cabral afgezet na de opstand van Maria da Fonte, waardoor het tweede premierschap van Terceira ook eindigde.
Na de val van Costa Cabral benoemde de koningin, die geschrokken was door het grote aantal opstandelingen, voor korte tijd een gematigd setembristische regering. Nadat ze dacht dat de rust teruggekeerd was, benoemde ze op 6 oktober 1846 opnieuw een cartistische regering, ditmaal onder leiding van Saldanha. Terceira werd benoemd tot stadhouder van de koningin voor Noord-Portugal met de opdracht om de setembristische opstanden militair neer te slaan. Uiteindelijk verzonk Portugal in een burgeroorlog, die in 1847 gewonnen werd door de koningin en de cartisten met de steun van Britse en Spaanse troepen.
Vanaf 1847 was er in Portugal een stabiel tweepartijensysteem. Aan de ene kant van het partijensysteem was er de conservatieve Regeneratiepartij van de vroegere cartisten en aan de andere kant de liberale Historische Partij van de vroegere setembristen. Koningin Maria II was vooral een voorstander van de Regeneratiepartij en het was vanaf haar dood in 1853 dat de regeringsverantwoordelijkheid wisselde tussen de twee partijen. Terceira werd de leider van de Regeneratiepartij en was in 1851 voor een derde maal premier. In 1856 benoemde koning Peter V Nuno José Severo de Mendoça Rolim de Moura Barreto tot premier. Die leidde de eerste regering van de Historische Partij. Toen deze regering in 1859 viel, begon Terceira aan zijn vierde premierschap. In 1860 overleed hij in functie. Als premier en als leider van de Regeneratiepartij werd hij opgevolgd door Joaquim António de Aguiar.
Hij was tweemaal gehuwd en had één zoon.
- Biblioteca Nacional de España: XX5303022
- International Standard Name Identifier: 0000 0000 6762 4302
- Library of Congress Control Number: n95028846
- Virtual International Authority File: 4176681
- WorldCat: E39PBJghhxv4Tyb9WdPtfkCYT3